# Norman Kwong
Norman Lim Kwong (林佐民, pinyin : Lín Zuǒmín) dit Normie Kwong, (né Lim Kwong Yew le 24 octobre 1929 à Calgary en Alberta et mort le 3 septembre 2016 dans la même ville), est un joueur professionnel de football canadien dans la Ligue canadienne de football. Il fut le 16e lieutenant-gouverneur de l'Alberta du 25 janvier 2005 au 11 mai 2010 date à laquelle l'ancien colonel des Forces canadiennes, Donald Ethell, lui succède.

## Biographie

### Carrière sportive
Norman Kwong joue pour les Stampeders de Calgary de 1948 à 1950 ; il est échangé aux Eskimos d'Edmonton en 1951 et joue pour cette équipe jusqu'à sa retraite en 1960. Surnommé le « China Clipper », Kwong est le premier Sino-Canadien à jouer pour la LCF. Il remporte la Coupe Grey à quatre reprises (1948, 1954, 1955 et 1956). Il est nommé athlète canadien de l'année en 1955.
Il est président directeur général des Stampeders de Calgary de 1988 à 1991. Il fut l'un des hommes d'affaires albertains influents qui ont amené les Flames d'Atlanta à Calgary en 1980 et fait partie du groupe de propriétaires jusqu'en 1994. Les Flames de Calgary remportent la Coupe Stanley en 1989 ; Kwong est l'une des rares personnes dont le nom se trouve à la fois sur la Coupe Grey et la Coupe Stanley.

### Carrière publique
La renommée de Kwong dans le sport l'aide à faire le saut en politique. En 1971 il est candidat du Parti progressiste-conservateur dans Calgary Millican. Au cours de cette élection, les progressistes-conservateurs mettent un terme à 36 ans de pouvoir du Parti Crédit social, remportant tous les sièges sauf cinq à Calgary. Toutefois, Kwong est défait par 1 600 voix dans sa circonscription.
En 1988 Kwong est fait membre de l'ordre du Canada

### Lieutenant-gouverneur de l'Alberta
Le 20 janvier 2010, Norman Kwong est nommé lieutenant-gouverneur de l'Alberta, succédant à la défunte Lois Elsa Hole.
Il déclencha de vives polémiques dans sa prise de position concernant l'interdiction de fumer dans les lieux publics en y approuvant le projet voulu par le ministre de la santé de l'époque ainsi que nombre d'organismes de santé et d'associations.
Il a accueilli la reine Élisabeth II lors de sa visite en juin 2005 dans le cadre du 100e anniversaire de la création de l'Alberta ainsi qu' Adrienne Clarkson, gouverneur général du Canada.

## Honneurs
- Trophée Lionel Conacher de l'athlète canadien masculin de l'année (1955)[1]
- Trophée Schenley du meilleur joueur canadien de l'année (1956, 1958)
- Membre de l'équipe gagnante de la coupe Grey (1948, 1954, 1955, 1956)
- Membre du Temple de la renommée du football canadien (1969)
- Membre du Panthéon des sports canadiens (1975)
- Membre de l'Ordre du Canada (1998)
- Chancelier de l'Alberta Order of Excellence (2005-2010)